# マックスパイシー
マックスパイシー（McSpicy) とは、マクドナルドの製品の一つであり、シンガポールのマクドナルドにおいては一番人気である。

## チキンのもも肉バーガーとしての「マックスパイシー」
シンガポール, 香港, スリランカ the フィリピン および インドネシアで販売されている「マックスパイシー」は、辛く味付けしたチキンのもも肉のカツに レタスを挟み、マヨネーズでトッピングしたバーガーである 。
このバーガーは1999年にシンガポールで発売された。
オーストラリアでこのバーガーの試験販売が行われたのち、2020年10月にレギュラー入りした。
また、シカゴの「グローバル本社レストラン」で扱われるローカルメニューの一つに本製品がある
うち、インドにおいては様々な製品においてマックスパイシーの名が冠されている。
またシンガポールにおいて販売されている派生製品マックスパイシー・デラックス（McSpicy Deluxe） は、チキンカツにチーズとトマトを載せたものである。
同名のバーガーはベトナムにもあるがこちらはチーズはなく、トマトのみである。
日本における類似品として「スパイシーチキン」があり、他国のマックスパイシーが「日本版『スパイシーチキン』」と呼ばれることもある。

## その他マックスパイシーの名を冠した製品
1999年のイギリスで、期間限定品としてラム肉を用いた「マックスパイシー」が発売された 。イギリスにおいては2021年にも同名の製品が発売されたが、こちらはサクサクの衣で揚げたチキンの胸肉に、レタスとクリームソースがあしらわれている。
大韓民国では、現地市場に特化したマックスパイシーシャンハイバーガー（McSpicy Shanghai Burger）が売られている。日本の旅行ガイドサービス「まっぷる」によると、甘辛いソースが用いられているという。
インドにおいてはチキンバーガーに限らず、様々な製品においてマックスパイシーの名が冠されている。うち2011年にはMcSpicy Chicken Burger、McSpicy Paneer Burger, McSpicy Chicken Wrap 、 McSpicy Paneer Wrap が発売された 。うち、McSpicy Chicken Burgerにはサイの部分が使われている。また、McSpicy Paneer Burgerは発売後、毎週のように売り切れが頻発した。2020年5月インドのマクドナルドは、McSpicy Fried Chickenという名称でフライドチキンを売り出した。
マレーシアで販売されているSpicy Chicken McDeluxeは、ゴマの乗ったバンズの代わりにコーンミールを原料とするバンズが用いられている。
2017年5月、ノルウェーのマクドナルドはベジタリアン向け商品としてマックスパイスバーガー（McSpice burger）を売り出した